# MAX絵文字
MAX絵文字（まっくすえもじ）は、フジテレビジョンの携帯電話用ウェブサイトで扱われている、深夜番組キャンパスナイトフジ発の絵文字。有料ダウンロード販売されていた。

## 概要
「キャンパスナイトフジ」の2009年4月24日放送分の「真夜中のビジネスチャンス!明日売ります!?」のコーナーで、オードリーがプレゼン、ダウンロード配信開始。2009年12月17日放送では約40万ダウンロード数を記録している。
Adobe Flash Playerを使用している。
2009年10月16日放送と10月23日放送分は、有名人考案の絵文字を取り上げた。
2009年12月10日放送より有名人との絵文字対決「エモ-1グランプリ」が始まった。

### 大人のMAX絵文字のコーナー
発案者の一人、春日俊彰がR-18のようで一見18禁じゃない絵文字を紹介する。
2009年7月18日から2009年12月3日まで、もしくは2010年2月26日まで放送された。

### タイムリーMAX絵文字
ウサイン・ボルトが2009年世界陸上競技選手権大会陸上男子100mで9秒58を記録した「MAX速い」が配布された、2009年8月15日のみのコーナー。

## 主なMAX絵文字
売り上げベスト10以内に入っている、と思われる絵文字。
- MAX許して - 侍が切腹[1]
- MAXウケる - 松園詩織考案、笑いすぎて昇天する。
- MAXすっぴんすごい - 藤岡みなみ考案、パンダが顔を洗うと白熊に。
- MAX許さない - ニコニコマークが怒りマークに
- MAX許す - 怒りマークがニコニコマークに
- MAXウソだよ - ドッキリの札を上げる
- MAXラッキー - パンチラ
- MAXムカつく - おかめが般若に
- MAXどうでもいい - 気谷ゆみか考案、カニを蹴る。

ゲスト考案絵文字
- MAX毒舌 - 有吉弘行が2009年10月23日放送でプレゼン、悪魔が「裸」と指摘。
- MAXときめいちゃった - julietが2009年10月30日放送分でプレゼン、ハートマークが地球から飛び出す。

他

### 大人のMAX絵文字
- MAXやる気 - 象の鼻が元気
- MAX彼氏欲しい - 女性が投網を投げる

### 無料配布されたMAX絵文字
1. MAXありがとう - 天から子供を授かる。2009年10月23日放送で1週間限定配布。
2. MAX怒ってないよ - 怒りマークがニコニコマークに。2009年10月30日放送で1週間無料配布。

## エモ-1グランプリ
MAX絵文字をキャンパスナイターズやゲストらがプレゼンし、トータライザーを使い、キャンパスナイターズや芸人の皆さんにMAX絵文字を審査してもらう。最下位をプレゼンした方は罰ゲームを受ける事に。
1. 2009年12月11日の第1回は横山晴奈考案のMAX絵文字が1位に選ばれた。
2. 2009年12月18日の第2回は、川島章良考案のMAX絵文字が1位に選ばれた。
3. 2010年1月1日未明の6時間スペシャルでは、パンツェッタ・ジローラモ、武田修宏、マイケル富岡、ドン小西、バカリズム、ISSAが参戦し、トーナメント形式で行われた。優勝は金田哲で、はんにゃが連勝する結果となった。